# Ryūgū-kita Misaki
Ryūgū-kita Misaki (japanisch 竜宮北岬 ‚nördliche Spitze des unterseeischen Drachenpalastes‘) ist die nördliche Landspitze des Kap Ryūgū an der Kronprinz-Olav-Küste des ostantarktischen Königin-Maud-Lands.
Luftaufnahmen und Vermessungen einer japanischen Antarktisexpedition (1957–1962), infolge derer 1979 auch die Benennung dieser Landspitze erfolgte, dienten ihrer Kartierung. Weitere Vermessungen nahmen japanische Wissenschaftler zwischen 1977 und 1978 vor.